# تصنيفات التقويم التربوي زمنيا
الاسم اسيلات محمود عبدالرحيم يعقوب

هناك ثلاثة تصنيفات للتقويم التربوي زمنيًا هي: التقويم القبلي (المستوى) الذي يتم قبل بدء عملية التدريس، والتقويم التكويني الذي يتم أثناء تنفيذ عملية التدريس، والتقويم البعدي الذي يأتي في نهاية عملية التدريس.

## التقويم القبلي (المستوى)
في بداية التدريس يقوم المعلم بالتأكد من درجة امتلاك الطلبة للمهارات والقدرات اللازمة لبدء التدريس ، فعندما يجد المعلم أن طلبته لديهم ضعف في المتطلبات السابقة للتعلم الحالي يبادر إلى إعطائهم عمل علاجي (Remedial Work)، أو يضعهم في شعبة أو مستوى يتطلب معرفة اقل بالمتطلبات السابقة (Lower Prerequisites)، وكذلك يقوم المعلم بالتأكد من درجة تحقيق الطلبة للأهداف المخطط لها (Placement) بعمل اختبار مستوى يغطي الأهداف التعليمية المتعلقة بالوحدة قبل البدء بالتدريس، ويفضل أن يكون مكافئاً للاختبار الذي يُعطى في نهاية التدريس لأن نتيجة الاختبار عادة تعطي فكرة عن عدد الطلبة الذين يتقنون المادة التعليمية، فإذا أتقن الطلبة جميعهم المادة الدراسية قبل بدء التدريس وجب على المعلم أن يعدل الخطة التدريسية، أما إذا وجد بعض الطلبة قد حققوا أهداف المادة الدراسية فيجب على المعلم أن لا يعرضهم للمادة التعليمية نفسها وأن ينتقل مع طلبته للمحتوى التالي، وأن يضعهم في مستوى أعلى .

## التقويم أثناء عملية التدريس
يركز التقويم في هذه المرحلة على مراقبة ومتابعة نمو تعلم الطلبة. إذ يحاول المعلم التأكد من أن المهمات التعلمية يتم تعلمها بشكل مرضي وتشهد نمواً وتقدماً. ويتساءل هل توجد الحاجة إلى بعض المهمات المساعدة ليتم تقديمها إلى الطلبة ! وهل هناك طلبة لديهم مشكلات تعلمية مستعصية بحاجة لعمل علاجي (remedial work). وعادة يسمى الاختبار الذي يفيد في متابعة تقدم الطلبة خلال عملية التدريس بـ التكويني أو البنائي أو التشكيلي (Formative Tests). وهو مصمم عادة لقياس إلى أي درجة أتقن الطالب الأهداف المتعلقة بفصل أو بوحدة من كتاب. هذه الاختبارات شبيهة بالاختبارات القصيرة (Quizzes) واختبارات الوحدة، وتركز هذه الاختبارات بصورة أكثر على قياس كل الأهداف المتعلقة بالوحدة وتستخدم نتائج الاختبار لتحسين التعلم وليس لإعطاء درجات، ومن خلاله يتم تعديل التدريس وإعادة تشكيله.
وعندما يفشل معظم الطلبة في فقرة اختبار أو مجموعة من فقرات مادة تعليمية على المعلم أن يعيد تدريس المادة التي اظهر بعض الطلبة صعوبات في تعلمها بحيث يضعهم في مجموعات تعاني من المشكلات نفسها. وعندما يفشل عدد قليل من الطلبة في التعلم فعلى المعلم وصف حلول تناسب كل طالب حسب مشكلاته كأن يطلب قراءة عينات في الكتاب، أو استخدام نشاطات تعلم باستخدام الكمبيوتر، أو أية وسيلة مساعدة. لكن عندما تعجز الطرق التي ذكرت سابقا عن علاج مثل هذا الضعف لا بد من دراسة مكثفة لصعوبات التعلم عند الطالب ويتم ذلك باستخدام اختبارات تشخيصية (Diagnostic) إذ تحاول الإجابة عن أسئلة مثل هل لدى الطلبة صعوبات في الجمع راجعة لعدم معرفتهم كيف تتم عملية الحمل مثلاً، وهل الصعوبات التي تواجه الطلبة في قراءة اللغة الإنجليزية راجعة لعدم وجود معرفة مناسبة من المفردات أو صعوبة في القواعد. هل عدم قدرة الطلبة على تطبيق مبدأ من مبادئ العلوم على موقف جديد راجع إلى أنهم لا يفهمون المبدأ؟ أم ضعف معرفتهم حول مفهوم محدد، أو ربما لان الموقف الجديد غير مألوف لهم. يركز التقويم التشخيصي على تحديد المصادر الرئيسية للوقوع في الخطأ وتحديد صعوبات التعلم ومعالجتها.
فيما يلي شرح أوسع لكل من التقويم التكويني والتشخيصي لأهميتهما في الغرفة الصفية.

## التقويم التكويني (Formative Evaluation)
يحدث هذا النوع من التقويم خلال التدريس وغرضه مراقبة تعلم الطلبة وتوجيه سير عملية التدريس أثناء تشكيل المفاهيم، وبيان هل يسير المعلم باتجاه تحقيق الأهداف التدريسية المزمع تنفيذها، أم أن هناك انحراف عن المسار، وبالتالي يستطيع أن يتخذ قراره المتعلق بالتدريس كأن يستمر فيه، أو يعدله ويعيد تشكيله من جديد. ومن أدوات التقويم التكويني:الأسئلة الشفوية، والملاحظات غير الرسمية، والاختبارات القصيرة، والواجبات، وأوراق العمل. وتستخدم المعلومات التي يتم جمعها من خلال أدوات التقويم التكويني في تزويد المعلم والمتعلم بالتغذية الراجعة التي تسهم في تحسين أداء المعلم من خلال معرفته بنقاط القوة والضعف في تدريسه فيعمل على تعزيز نقاط القوة وتلاشي نقاط الضعف، كما تسهم في إعادة تشكيل العملية التدريسية بحيث تصبح أكثر ملاءمة للمتعلم وكل ذلك يتم أثناء سير عملية التدريس وليس في نهايتها.

## التقويم التشخيصي (Diagnostic Evaluation)
يهتم هذا النوع من التقويم في تحديد مواطن القوة والضعف في تحصيل الطلبة للأهداف التعليمية ومعرفة الأسباب التي أدت إلى ذلك، ويمكن أن يكون قبل البدء في التدريس للحكم على مستوى أداء الطلبة ودرجة تمكنهم من المتطلبات السابقة Prerequisite للتعلم الحالي أو في أثناءها عندما يشعر المدرس أن هناك مشكلة تقف عائقاً أمام تقدم طلبته، فمثلاً عندما يكون مدرس الفيزياء يشرح لطلابه قوانين العدسات والمرايا قد يجد أن هناك مشكلة تواجه معظم طلبته في إيجاد البعد البؤري وبعد الجسم وبعد الصورة عن المرآة والعدسة مرتبطة في حل المعادلات الكسرية فيبادر المدرس إلى تشخيص المشكلة والعمل على حلها ثم يعود ويستكمل موضعه الذي توقف عنده. ولإعداد اختبار تشخيصي في موضوع ما يتم التحليل المستفيض للمهارات المطلوبة (الأهداف التعليمية). فمثلا لبناء اختبار تشخيصي في مهارات أساسية مثل القراءة، والإملاء، والعمليات الرياضية الأساسية يجب أن يحلل الأداء إلى مهارات جزئيه تُمثل كل مهارة بمجموعه من الأسئلة ويكون للطالب علامة كليه لكل مهارة جزئية (على العكس من الاختبارات المسحية التي تركز على العلامة الكلية للاختبار). ويركز التقويم التشخيصي على مصادر الأخطاء الشائعة التي تواجه الطلبة لذلك يمكن تحديد صعوبات التعلم وبناء برامج علاجية. فمثلا لكشف أخطاء الطلبة في جمع الأعداد الطبيعية ربما نبني اختباراً يحوي مجموعة فقرات تتطلب جمع بدون حمل، ومجموعة فقرات تتطلب حملا بسيطاً، ومجموعة ثالثه تحوي حملاً مركباً (متكرراً) لتحديد فيما إذا كان الحمل هو مصدر الخطأ أو الصعوبة في التعلم ومن ثم بناء أنشطة أو مادة تعليمية علاجية